# 任天堂直面会
任天堂直面会是由任天堂制作的网络直播节目，主要介绍任天堂相关游戏和游戏机等资讯。节目于2011年10月21日在日本和北美（美國、加拿大）首播，其後播放地区拓展至英國、澳洲、韓國、香港及臺灣。观众可以通过Ustream、NICONICO直播、YouTube等网络平台观看。

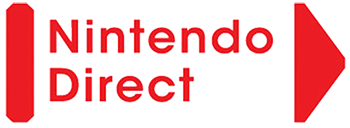
舊標誌

最初大多由任天堂社长岩田聪担任主持人，去世后节目交给宣传室代表的森本英机主持；當時的三位各地區總裁，北美任天堂的总裁雷吉·菲尔斯-埃米、欧洲任天堂的总裁柴田聰和韩国任天堂的负责人福田裕之也曾主持过各自地区的任天堂直面会。2017年任天堂Switch发售后，再次更換直面會形式和主持人，各地区播放的内容大多統一成同一段影像，并根据各地区配音或配上字幕。

## 節目相關
以線上形式發表名為「任天堂直面會」的發佈會，介紹遊戲新內容、公佈新遊戲、或任天堂在遊戲以外的發展項目。直面會多數情況都會有節目主持人，部份更會是有趣味性互動。
直面會播放一般以日本及北美頻道為主。兩者內容大致相近，但不同版本有時也有不同內容。
除了以「任天堂直面會」為名的節目外，亦有特定主題的直面會，例如「寶可夢直面會」是一直都有的獨立主題節目，而《任天堂明星大亂鬥》、《動物森友會》、《火焰之紋章》等都有過特定主題節目。
於2017年起與獨立遊戲相關的各類直面會，亦是任天堂Switch平台出現後新推出的節目。而有關宝可梦系列的新遊戲在2020年6月17日以後一度不再被安排在任天堂直面會中介紹，取而代之的是寶可夢公司所播出的節目「Pokémon Presents」。由2023年6月21日起，寶可夢系列再度在任天堂直面會中登場。
適逢英女王駕崩的全國哀悼期，英國任天堂YouTube暫停一次2022年9月的直面會直播，只在直播完畢後上傳完整片段。

### 直面會節目類型
任天堂直面會
即最主要的直面會，有時會以「任天堂迷你直面會」（Nintendo Direct Mini）方式呈現。小型的直面會多以第三方廠商的中小型作品作為主要重點介紹，亦有自家遊戲介紹。另有針對於E3遊戲展所製作的「E3任天堂直面會」。
特定主題直面會
因應部分需要，有時候會製作特定主題的直面會。不論是自家的遊戲，還是第三方廠商的遊戲都有製作。自家第一方遊戲如《異度神劍3》、《斯普拉遁3》、《超級瑪利歐兄弟 驚奇》等是近年其中有特定主題直面會。亦為第三方廠商遊戲例如《魔物獵人》、《勇者鬥惡龍》等製作特定主題直面會，本類節目以詳細介紹遊戲內容及週邊相關為重點。此外，不定期會舉辦非遊戲類型的直面會，例如《超級任天堂世界》、《任天堂博物館》等。
獨立遊戲直面會
以各式獨立遊戲作為直面會內容，是由2017年起新增的節目，而獨立遊戲直面會是各地區頻道輪流製作及定期發表。
首個節目名為「獨立遊戲展示會」（Nindies Showcase）分別以春季、夏季等季節為題發表，在2018年起專屬於北美頻道。
同年往後增加有在歐洲頻道的「獨立遊戲重點推介會」（IndieHighLight）以及日本頻道的「獨立遊戲世界直面會」（Indie World）。
在2019年改為以「獨立遊戲世界展示會」（Indie World Showcase）為歐美地區聯合播放的獨立遊戲直面會，及後2020年連同日本頻道亦以此名稱定題。
第三方廠商直面會
以各式第三方廠商遊戲為主要展示內容、是由2020年起新增的節目，而該主題會以「任天堂直面會」稱呼列明寫上第三方廠商遊戲為題。
首個節目以「任天堂迷你直面會」的稱呼列為「第三方廠商直面會」在2020年7月亮相，以第三方廠商遊戲為主要內容。
日本任天堂稱為「任天堂迷你直面會 遊戲廠商串聯會」（Nintendo Direct mini ソフトメーカーラインナップ）。
北美任天堂稱為「任天堂迷你直面會:合作伙伴展示會」（Nintendo Direct Mini: Partner Showcase）。
2024年起，第三方廠商直面會移除Mini字眼。

## 已播放節目

### 2017年至今
| 年份 | 月份   | 播放地區                                                                                           | 播放地區                                                                 | 播放地區                                                                 | 播放地區                                                                 | 播放地區                                                                 |
| 年份 | 月份   | 日本地區                                                                                           | 北美地區                                                                 | 歐洲地區                                                                 | 韓國／澳洲                                                               | 香港／台灣                                                               |
| ---- | ------ | -------------------------------------------------------------------------------------------------- | ------------------------------------------------------------------------ | ------------------------------------------------------------------------ | ------------------------------------------------------------------------ | ------------------------------------------------------------------------ |
| 2017 | 一月   | 任天堂Switch發表會 2017年1月12日                                                                   | 任天堂Switch發表會 2017年1月12日                                         | 任天堂Switch發表會 2017年1月12日                                         | 任天堂Switch發表會 2017年1月12日                                         | 任天堂Switch發表會 2017年1月12日                                         |
| 2017 | 一月   | 火焰之紋章直面會 2017年1月19日                                                                     | 火焰之紋章直面會 2017年1月19日                                           | 火焰之紋章直面會 2017年1月19日                                           | 火焰之紋章直面會 2017年1月19日                                           | 不適用                                                                   |
| 2017 | 二月   | 不適用                                                                                             | 不適用                                                                   | 不適用                                                                   | 不適用                                                                   | 火焰之紋章 製作人特別發表 2017年2月23日                                  |
| 2017 | 二月   | 不適用                                                                                             | 獨立遊戲展示會 2017年2月27日                                             | 獨立遊戲展示會 2017年2月27日                                             | 不適用                                                                   | 不適用                                                                   |
| 2017 | 四月   | 任天堂直面會 2017年4月13日                                                                         | 任天堂直面會 2017年4月13日                                               | 任天堂直面會 2017年4月13日                                               | 不適用                                                                   | 不適用                                                                   |
| 2017 | 五月   | ARMS直面會 2017年5月16日                                                                           | ARMS直面會 2017年5月16日                                                 | ARMS直面會 2017年5月16日                                                 | 不適用                                                                   | 不適用                                                                   |
| 2017 | 六月   | 寶可夢直面會 2017年6月6日                                                                          | 寶可夢直面會 2017年6月6日                                                | 寶可夢直面會 2017年6月6日                                                | 寶可夢直面會 2017年6月6日                                                | 寶可夢直面會 2017年6月6日                                                |
| 2017 | 六月   | E3-2017任天堂直面會 2017年6月13日                                                                  |                                                                          |                                                                          |                                                                          |                                                                          |
| 2017 | 六月   | 勇者鬥惡龍XI直面會(3DS) 2017年6月13日                                                              | 不適用                                                                   | 不適用                                                                   | 不適用                                                                   | 不適用                                                                   |
| 2017 | 七月   | Splatoon2直面會 2017年7月6日                                                                       | Splatoon2直面會 2017年7月6日                                             | Splatoon2直面會 2017年7月6日                                             | Splatoon2直面會 2017年7月6日                                             | 不適用                                                                   |
| 2017 | 八月   | 不適用                                                                                             | 獨立遊戲夏季展示會 2017年8月30日                                         | 獨立遊戲夏季展示會 2017年8月30日                                         | 不適用                                                                   | 不適用                                                                   |
| 2017 | 九月   | 任天堂直面會 2017年9月14日                                                                         | 任天堂直面會 2017年9月14日                                               | 任天堂直面會 2017年9月14日                                               | 不適用                                                                   | 不適用                                                                   |
| 2017 | 十一月 | 異度神劍2直面會 2017年11月7日                                                                      | 異度神劍2直面會 2017年11月7日                                            | 異度神劍2直面會 2017年11月7日                                            | 不適用                                                                   | 不適用                                                                   |
|      |        | |                                                                          |                                                                          |                                                                          |                                                                          |
| 2018 | 一月   | 任天堂迷你直面會 2018年1月11日                                                                     | 任天堂迷你直面會 2018年1月11日                                           | 任天堂迷你直面會 2018年1月11日                                           | 任天堂迷你直面會 2018年1月11日                                           | 不適用                                                                   |
| 2018 | 三月   | 任天堂直面會 2018年3月9日                                                                          | 任天堂直面會 2018年3月9日                                                | 任天堂直面會 2018年3月9日                                                | 任天堂直面會 2018年3月9日                                                | 不適用                                                                   |
| 2018 | 三月   | 不適用                                                                                             | 獨立遊戲展示會 2018年3月20日                                             | 獨立遊戲展示會 2018年3月20日                                             | 不適用                                                                   | 不適用                                                                   |
| 2018 | 五月   | 獨立遊戲世界直面會 2018年5月11日                                                                   | 不適用                                                                   | 不適用                                                                   | 不適用                                                                   | 不適用                                                                   |
| 2018 | 六月   | E3-2018任天堂直面會 2018年6月12日                                                                  | E3-2018任天堂直面會 2018年6月12日                                        | E3-2018任天堂直面會 2018年6月12日                                        | E3-2018任天堂直面會 2018年6月12日                                        | E3-2018任天堂直面會 2018年6月12日                                        |
| 2018 | 八月   | 任天堂明星大亂鬥直面會 2018年8月8日                                                                | 任天堂明星大亂鬥直面會 2018年8月8日                                      | 任天堂明星大亂鬥直面會 2018年8月8日                                      | 任天堂明星大亂鬥直面會 2018年8月8日                                      | 任天堂明星大亂鬥直面會 2018年8月8日                                      |
| 2018 | 八月   | 不適用                                                                                             | 不適用                                                                   | 獨立遊戲重點推介會 2018年8月20日                                         | 不適用                                                                   | 不適用                                                                   |
| 2018 | 八月   | 不適用                                                                                             | 獨立遊戲夏季展示會 2018年8月28日                                         | 不適用                                                                   | 不適用                                                                   | 不適用                                                                   |
| 2018 | 九月   | 任天堂直面會 2018年9月14日                                                                         | 任天堂直面會 2018年9月14日                                               | 任天堂直面會 2018年9月14日                                               | 任天堂直面會 2018年9月14日                                               | 任天堂直面會 2018年9月14日                                               |
| 2018 | 十一月 | 任天堂明星大亂鬥直面會 2018年11月1日                                                               | 任天堂明星大亂鬥直面會 2018年11月1日                                     | 任天堂明星大亂鬥直面會 2018年11月1日                                     | 任天堂明星大亂鬥直面會 2018年11月1日                                     | 任天堂明星大亂鬥直面會 2018年11月1日                                     |
| 2018 | 十二月 | 獨立遊戲世界直面會 2018年12月27日                                                                  | 不適用                                                                   | 不適用                                                                   | 不適用                                                                   | 不適用                                                                   |
|      |        | |                                                                          |                                                                          |                                                                          |                                                                          |
| 2019 | 一月   | 不適用                                                                                             | 不適用                                                                   | 獨立遊戲重點推介會 2019年1月23日                                         | 不適用                                                                   | 不適用                                                                   |
| 2019 | 二月   | 任天堂直面會 2019年2月14日                                                                         | 任天堂直面會 2019年2月14日                                               | 任天堂直面會 2019年2月14日                                               | 任天堂直面會 2019年2月14日                                               | 任天堂直面會 2019年2月14日                                               |
| 2019 | 二月   | 寶可夢直面會 2019年2月27日                                                                         |                                                                          |                                                                          |                                                                          |                                                                          |
| 2019 | 三月   | 不適用                                                                                             | 獨立遊戲春季展示會 2019年3月20日                                         | 不適用                                                                   | 不適用                                                                   | 不適用                                                                   |
| 2019 | 五月   | 超級瑪利歐創作家2直面會 2019年5月16日                                                              | 超級瑪利歐創作家2直面會 2019年5月16日                                    | 超級瑪利歐創作家2直面會 2019年5月16日                                    | 超級瑪利歐創作家2直面會 2019年5月16日                                    | 超級瑪利歐創作家2直面會 2019年5月16日                                    |
| 2019 | 六月   | 寶可夢直面會 2019年6月5日                                                                          | 寶可夢直面會 2019年6月5日                                                | 寶可夢直面會 2019年6月5日                                                | 寶可夢直面會 2019年6月5日                                                | 寶可夢直面會 2019年6月5日                                                |
| 2019 | 六月   | E3-2019任天堂直面會 2019年6月12日                                                                  |                                                                          |                                                                          |                                                                          |                                                                          |
| 2019 | 七月   | 任天堂明星大亂鬥 特別版－勇者演示直面會 2019年7月30日                                              | 任天堂明星大亂鬥 特別版－勇者演示直面會 2019年7月30日                    | 任天堂明星大亂鬥 特別版－勇者演示直面會 2019年7月30日                    | 任天堂明星大亂鬥 特別版－勇者演示直面會 2019年7月30日                    | 任天堂明星大亂鬥 特別版－勇者演示直面會 2019年7月30日                    |
| 2019 | 八月   | 不適用                                                                                             | 獨立遊戲世界展示會 2019年8月19日                                         | 獨立遊戲世界展示會 2019年8月19日                                         | 不適用                                                                   | 不適用                                                                   |
| 2019 | 九月   | 任天堂直面會(+任天堂明星大亂鬥 特別版－阿邦&阿卡演示直面會) 2019年9月5日                           | 任天堂直面會(+任天堂明星大亂鬥 特別版－阿邦&阿卡演示直面會) 2019年9月5日 | 任天堂直面會(+任天堂明星大亂鬥 特別版－阿邦&阿卡演示直面會) 2019年9月5日 | 任天堂直面會(+任天堂明星大亂鬥 特別版－阿邦&阿卡演示直面會) 2019年9月5日 | 任天堂直面會(+任天堂明星大亂鬥 特別版－阿邦&阿卡演示直面會) 2019年9月5日 |
| 2019 | 十一月 | 任天堂明星大亂鬥 特別版－泰利演示直面會 2019年11月6日                                              | 任天堂明星大亂鬥 特別版－泰利演示直面會 2019年11月6日                    | 任天堂明星大亂鬥 特別版－泰利演示直面會 2019年11月6日                    | 任天堂明星大亂鬥 特別版－泰利演示直面會 2019年11月6日                    | 任天堂明星大亂鬥 特別版－泰利演示直面會 2019年11月6日                    |
| 2019 | 十二月 | 獨立遊戲世界直面會 2019年12月11日                                                                  | 獨立遊戲世界展示會 2019年12月11日                                        | 獨立遊戲世界展示會 2019年12月11日                                        | 不適用                                                                   | 不適用                                                                   |
|      |        | |                                                                          |                                                                          |                                                                          |                                                                          |
| 2020 | 一月   | 寶可夢直面會 2020年1月9日                                                                          | 寶可夢直面會 2020年1月9日                                                | 寶可夢直面會 2020年1月9日                                                | 寶可夢直面會 2020年1月9日                                                | 寶可夢直面會 2020年1月9日                                                |
| 2020 | 一月   | 任天堂明星大亂鬥 特別版－貝雷特 / 貝雷絲演示直面會(+火焰之紋章 風花雪月更新內容直播) 2020年1月16日 |                                                                          |                                                                          |                                                                          |                                                                          |
| 2020 | 二月   | 集合啦！動物森友會直面會 2020年2月20日                                                             | 集合啦！動物森友會直面會 2020年2月20日                                   | 集合啦！動物森友會直面會 2020年2月20日                                   | 集合啦！動物森友會直面會 2020年2月20日                                   | 集合啦！動物森友會直面會 2020年2月20日                                   |
| 2020 | 三月   | 不適用                                                                                             | 獨立遊戲世界展示會 2020年3月18日                                         | 獨立遊戲世界展示會 2020年3月18日                                         | 不適用                                                                   | 不適用                                                                   |
| 2020 | 三月   | 任天堂迷你直面會 2020年3月26日                                                                     |                                                                          |                                                                          |                                                                          |                                                                          |
| 2020 | 六月   | 寶可夢新作發表會 2020年6月17日                                                                     | 寶可夢新作發表會 2020年6月17日                                           | 寶可夢新作發表會 2020年6月17日                                           | 寶可夢新作發表會 2020年6月17日                                           | 寶可夢新作發表會 2020年6月17日                                           |
| 2020 | 六月   | 任天堂明星大亂鬥 特別版－麵麵演示直面會(+ARMS相關內容直播) 2020年6月22日                           |                                                                          |                                                                          |                                                                          |                                                                          |
| 2020 | 六月   | 寶可夢新作發表會 2020年6月24日                                                                     |                                                                          |                                                                          |                                                                          |                                                                          |
| 2020 | 七月   | 任天堂迷你直面會－第三方廠商直面會 2020年7月20日                                                   | 任天堂迷你直面會－第三方廠商直面會 2020年7月20日                         | 任天堂迷你直面會－第三方廠商直面會 2020年7月20日                         | 任天堂迷你直面會－第三方廠商直面會 2020年7月20日                         | 任天堂迷你直面會－第三方廠商直面會 2020年7月20日                         |
| 2020 | 八月   | 不適用                                                                                             | 獨立遊戲世界展示會 2020年8月18日                                         | 獨立遊戲世界展示會 2020年8月18日                                         | 不適用                                                                   | 不適用                                                                   |
| 2020 | 八月   | 任天堂迷你直面會－第三方廠商直面會 2020年8月26日                                                   |                                                                          |                                                                          |                                                                          |                                                                          |
| 2020 | 九月   | 超級瑪利歐兄弟35周年 直面會 2020年9月3日                                                           | 超級瑪利歐兄弟35周年 直面會 2020年9月3日                                 | 超級瑪利歐兄弟35周年 直面會 2020年9月3日                                 | 超級瑪利歐兄弟35周年 直面會 2020年9月3日                                 | 超級瑪利歐兄弟35周年 直面會 2020年9月3日                                 |
| 2020 | 九月   | 任天堂迷你直面會－第三方廠商直面會（+魔物獵人直面會） 2020年9月17日                                |                                                                          |                                                                          |                                                                          |                                                                          |
| 2020 | 十月   | 任天堂明星大亂鬥 特別版－史提夫 / 愛莉克斯演示直面會 2020年10月3日                                 | 任天堂明星大亂鬥 特別版－史提夫 / 愛莉克斯演示直面會 2020年10月3日       | 任天堂明星大亂鬥 特別版－史提夫 / 愛莉克斯演示直面會 2020年10月3日       | 任天堂明星大亂鬥 特別版－史提夫 / 愛莉克斯演示直面會 2020年10月3日       | 任天堂明星大亂鬥 特別版－史提夫 / 愛莉克斯演示直面會 2020年10月3日       |
| 2020 | 十月   | 任天堂迷你直面會－第三方廠商直面會 2020年10月28日                                                  |                                                                          |                                                                          |                                                                          |                                                                          |
| 2020 | 十二月 | 獨立遊戲世界展示會 2020年12月16日                                                                  | 獨立遊戲世界展示會 2020年12月16日                                        | 獨立遊戲世界展示會 2020年12月16日                                        | 不適用                                                                   | 不適用                                                                   |
| 2020 | 十二月 | 任天堂明星大亂鬥 特別版－賽菲羅斯演示直面會 2020年12月18日                                         |                                                                          |                                                                          |                                                                          |                                                                          |
| 2020 | 十二月 | 超級任天堂世界直面會 2020年12月19日                                                                |                                                                          |                                                                          |                                                                          |                                                                          |
|      |        | |                                                                          |                                                                          |                                                                          |                                                                          |
| 2021 | 二月   | 任天堂直面會 2021年2月18日                                                                         | 任天堂直面會 2021年2月18日                                               | 任天堂直面會 2021年2月18日                                               | 任天堂直面會 2021年2月18日                                               | 任天堂直面會 2021年2月18日                                               |
| 2021 | 二月   | 寶可夢新作發表會 2021年2月27日                                                                     |                                                                          |                                                                          |                                                                          |                                                                          |
| 2021 | 三月   | 任天堂明星大亂鬥 特別版－焰 / 光演示直面會 2021年3月4日                                            | 任天堂明星大亂鬥 特別版－焰 / 光演示直面會 2021年3月4日                  | 任天堂明星大亂鬥 特別版－焰 / 光演示直面會 2021年3月4日                  | 任天堂明星大亂鬥 特別版－焰 / 光演示直面會 2021年3月4日                  | 任天堂明星大亂鬥 特別版－焰 / 光演示直面會 2021年3月4日                  |
| 2021 | 四月   | 獨立遊戲世界展示會 2021年4月15日                                                                   | 獨立遊戲世界展示會 2021年4月15日                                         | 獨立遊戲世界展示會 2021年4月15日                                         | 不適用                                                                   | 不適用                                                                   |
| 2021 | 六月   | E3-2021任天堂直面會 2021年6月16日                                                                  | E3-2021任天堂直面會 2021年6月16日                                        | E3-2021任天堂直面會 2021年6月16日                                        | E3-2021任天堂直面會 2021年6月16日                                        | E3-2021任天堂直面會 2021年6月16日                                        |
| 2021 | 六月   | 任天堂明星大亂鬥 特別版－三島一八演示直面會 2021年6月28日                                          |                                                                          |                                                                          |                                                                          |                                                                          |
| 2021 | 八月   | 不適用                                                                                             | 獨立遊戲世界展示會 2021年8月12日                                         | 獨立遊戲世界展示會 2021年8月12日                                         | 獨立遊戲世界展示會 2021年8月12日                                         | 不適用                                                                   |
| 2021 | 八月   | 寶可夢新作發表會 2021年8月19日                                                                     |                                                                          |                                                                          |                                                                          |                                                                          |
| 2021 | 九月   | 任天堂直面會 2021年9月24日                                                                         | 任天堂直面會 2021年9月24日                                               | 任天堂直面會 2021年9月24日                                               | 任天堂直面會 2021年9月24日                                               | 任天堂直面會 2021年9月24日                                               |
| 2021 | 十月   | 任天堂明星大亂鬥 特別版－索拉演示直面會 2021年10月5日                                              | 任天堂明星大亂鬥 特別版－索拉演示直面會 2021年10月5日                    | 任天堂明星大亂鬥 特別版－索拉演示直面會 2021年10月5日                    | 任天堂明星大亂鬥 特別版－索拉演示直面會 2021年10月5日                    | 任天堂明星大亂鬥 特別版－索拉演示直面會 2021年10月5日                    |
| 2021 | 十月   | 集合啦！動物森友會直面會 2021年10月15日                                                            |                                                                          |                                                                          |                                                                          |                                                                          |
| 2022 | 二月   | 任天堂直面會 2022年2月10日                                                                         | 任天堂直面會 2022年2月10日                                               | 任天堂直面會 2022年2月10日                                               | 任天堂直面會 2022年2月10日                                               | 任天堂直面會 2022年2月10日                                               |
| 2022 | 二月   | 寶可夢新作發表會 2022年2月27日                                                                     |                                                                          |                                                                          |                                                                          |                                                                          |
| 2022 | 五月   | 獨立遊戲世界展示會 2022年5月11日                                                                   | 獨立遊戲世界展示會 2022年5月11日                                         | 獨立遊戲世界展示會 2022年5月11日                                         | 獨立遊戲世界展示會 2022年5月11日                                         | 不適用                                                                   |
| 2022 | 六月   | 異度神劍3直面會 2022年6月22日                                                                      | 異度神劍3直面會 2022年6月22日                                            | 異度神劍3直面會 2022年6月22日                                            | 異度神劍3直面會 2022年6月22日                                            | 異度神劍3直面會 2022年6月22日                                            |
| 2022 | 六月   | 任天堂迷你直面會－第三方廠商直面會 2022年6月28日                                                   |                                                                          |                                                                          |                                                                          |                                                                          |
| 2022 | 八月   | 斯普拉遁3直面會 2022年8月10日                                                                      | 斯普拉遁3直面會 2022年8月10日                                            | 斯普拉遁3直面會 2022年8月10日                                            | 斯普拉遁3直面會 2022年8月10日                                            | 斯普拉遁3直面會 2022年8月10日                                            |
| 2022 | 九月   | 任天堂直面會 2022年9月13日                                                                         | 任天堂直面會 2022年9月13日                                               | 任天堂直面會 2022年9月13日                                               | 任天堂直面會 2022年9月13日                                               | 任天堂直面會 2022年9月13日                                               |
|      | 十一月 | 獨立遊戲世界展示會 2022年11月9日                                                                   | 獨立遊戲世界展示會 2022年11月9日                                         | 獨立遊戲世界展示會 2022年11月9日                                         | 獨立遊戲世界展示會 2022年11月9日                                         | 獨立遊戲世界展示會 2022年11月9日                                         |
| 2023 | 二月   | 任天堂直面會 2023年2月9日                                                                          | 任天堂直面會 2023年2月9日                                                | 任天堂直面會 2023年2月9日                                                | 任天堂直面會 2023年2月9日                                                | 任天堂直面會 2023年2月9日                                                |
| 2023 | 二月   | 寶可夢新作發表會 2023年2月27日                                                                     |                                                                          |                                                                          |                                                                          |                                                                          |
| 2023 | 四月   | 獨立遊戲世界展示會 2023年4月19日                                                                   | 獨立遊戲世界展示會 2023年4月19日                                         | 獨立遊戲世界展示會 2023年4月19日                                         | 獨立遊戲世界展示會 2023年4月19日                                         | 獨立遊戲世界展示會 2023年4月19日                                         |
| 2023 | 六月   | 任天堂直面會 2023年6月21日                                                                         | 任天堂直面會 2023年6月21日                                               | 任天堂直面會 2023年6月21日                                               | 任天堂直面會 2023年6月21日                                               | 任天堂直面會 2023年6月21日                                               |
| 2023 | 八月   | 寶可夢新作發表會 2023年8月8日                                                                      | 寶可夢新作發表會 2023年8月8日                                            | 寶可夢新作發表會 2023年8月8日                                            | 寶可夢新作發表會 2023年8月8日                                            | 寶可夢新作發表會 2023年8月8日                                            |
| 2023 | 八月   | 超級瑪利歐兄弟 驚奇直面會 2023年8月31日                                                            |                                                                          |                                                                          |                                                                          |                                                                          |
| 2023 | 九月   | 任天堂直面會 2023年9月14日                                                                         | 任天堂直面會 2023年9月14日                                               | 任天堂直面會 2023年9月14日                                               | 任天堂直面會 2023年9月14日                                               | 任天堂直面會 2023年9月14日                                               |
| 2023 | 十一月 | 獨立遊戲世界展示會 2023年11月14日                                                                  | 獨立遊戲世界展示會 2023年11月14日                                        | 獨立遊戲世界展示會 2023年11月14日                                        | 獨立遊戲世界展示會 2023年11月14日                                        |                                                                          |
| 2024 | 二月   | 任天堂直面會－第三方廠商直面會 2024年2月21日                                                       | 任天堂直面會－第三方廠商直面會 2024年2月21日                             | 任天堂直面會－第三方廠商直面會 2024年2月21日                             | 任天堂直面會－第三方廠商直面會 2024年2月21日                             | 任天堂直面會－第三方廠商直面會 2024年2月21日                             |
| 2024 | 二月   | 寶可夢新作發表會 2024年2月27日                                                                     |                                                                          |                                                                          |                                                                          |                                                                          |
| 2024 | 四月   | 獨立遊戲世界展示會 2024年4月17日                                                                   | 獨立遊戲世界展示會 2024年4月17日                                         | 獨立遊戲世界展示會 2024年4月17日                                         | 獨立遊戲世界展示會 2024年4月17日                                         |                                                                          |
| 2024 | 六月   | 任天堂直面會 2024年6月18日                                                                         | 任天堂直面會 2024年6月18日                                               | 任天堂直面會 2024年6月18日                                               | 任天堂直面會 2024年6月18日                                               | 任天堂直面會 2024年6月18日                                               |
| 2024 | 八月   | 任天堂博物館直面會 2024年8月19日                                                                   | 任天堂博物館直面會 2024年8月19日                                         | 任天堂博物館直面會 2024年8月19日                                         | 任天堂博物館直面會 2024年8月19日                                         | 任天堂博物館直面會 2024年8月19日                                         |
| 2024 | 八月   | 任天堂直面會－第三方廠商直面會＋獨立遊戲世界展示會 2024年8月27日                                   |                                                                          |                                                                          |                                                                          |                                                                          |
| 2024 | 十一月 | 超級任天堂世界(咚奇剛國度)直面會 2024年11月11日                                                    | 超級任天堂世界(咚奇剛國度)直面會 2024年11月11日                          | 超級任天堂世界(咚奇剛國度)直面會 2024年11月11日                          | 超級任天堂世界(咚奇剛國度)直面會 2024年11月11日                          | 超級任天堂世界(咚奇剛國度)直面會 2024年11月11日                          |
| 2025 | 二月   | 寶可夢新作發表會 2025年2月27日                                                                     | 寶可夢新作發表會 2025年2月27日                                           | 寶可夢新作發表會 2025年2月27日                                           | 寶可夢新作發表會 2025年2月27日                                           | 寶可夢新作發表會 2025年2月27日                                           |
| 2025 | 三月   | 任天堂直面會 2025年3月27日                                                                         | 任天堂直面會 2025年3月27日                                               | 任天堂直面會 2025年3月27日                                               | 任天堂直面會 2025年3月27日                                               | 任天堂直面會 2025年3月27日                                               |
| 2025 | 四月   | 任天堂直面會－Nintendo Switch 2 2025年4月2日                                                       | 任天堂直面會－Nintendo Switch 2 2025年4月2日                             | 任天堂直面會－Nintendo Switch 2 2025年4月2日                             | 任天堂直面會－Nintendo Switch 2 2025年4月2日                             | 任天堂直面會－Nintendo Switch 2 2025年4月2日                             |
| 2025 | 四月   | 瑪利歐賽車世界 直面會 2025年4月17日                                                                |                                                                          |                                                                          |                                                                          |                                                                          |
| 2025 | 六月   | 咚奇剛 蕉力全開 直面會 2025年6月18日                                                               | 咚奇剛 蕉力全開 直面會 2025年6月18日                                     | 咚奇剛 蕉力全開 直面會 2025年6月18日                                     | 咚奇剛 蕉力全開 直面會 2025年6月18日                                     | 咚奇剛 蕉力全開 直面會 2025年6月18日                                     |
| 2025 | 七月   | 寶可夢新作發表會 2025年7月22日                                                                     | 寶可夢新作發表會 2025年7月22日                                           | 寶可夢新作發表會 2025年7月22日                                           | 寶可夢新作發表會 2025年7月22日                                           | 寶可夢新作發表會 2025年7月22日                                           |
| 2025 | 七月   | 任天堂直面會－第三方廠商直面會 2025年7月31日                                                       |                                                                          |                                                                          |                                                                          |                                                                          |

### 於2011年-2016年期間
| 年份 | 月份                          | 播放地区                                                  | 播放地区                                          | 播放地区                                          | 播放地区                           | 播放地区                    |
| 年份 | 月份                          | 日本地區                                                  | 北美地區                                          | 歐洲地區                                          | 韓國地區                           | 大洋洲地區                  |
| ---- | ----------------------------- | --------------------------------------------------------- | ------------------------------------------------- | ------------------------------------------------- | ---------------------------------- | --------------------------- |
| 2011 | 十月                          | 任天堂直面会 2011年10月21日                               | 任天堂直面会 2011年10月21日                       | 不適用                                            | 不適用                             | 不適用                      |
| 2011 | 十二月                        | 任天堂直面会 2011年12年27日                               | 不適用                                            | 不適用                                            | 不適用                             | 不適用                      |
|      |                               |                                                           |                                                   |                                                   |                                    |                             |
| 2012 | 二月                          | 任天堂直面会 2012年2月22日                                | 任天堂直面会 2012年2月22日                        | 任天堂直面会 2012年2月22日                        | 不適用                             | 不適用                      |
| 2012 | 四月                          | 任天堂直面会 2012年4月21日                                | 不適用                                            | 任天堂直面会 2012年4月21日                        | 任天堂直面会 2012年4月14日         | 不適用                      |
| 2012 | 六月                          | 任天堂直面会 Pre E3 2012 2012年6月3日                     | 任天堂直面会 Pre E3 2012 2012年6月3日             | 任天堂直面会 Pre E3 2012 2012年6月3日             | 不適用                             | 不適用                      |
| 2012 | 六月                          | 任天堂直面会 2012年6月21日                                | 任天堂直面会 2012年6月21日                        | 任天堂直面会 2012年6月21日                        | 不適用                             | 不適用                      |
| 2012 | 七月                          | 任天堂迷你直面会 突破極限 腦的5分鐘魔鬼鍛鍊 2012年7月18日 | 不適用                                            | 不適用                                            | 不適用                             | 不適用                      |
| 2012 | 七月                          | 任天堂直面会 勇者斗恶龙X 2012年7月30日                    | 不適用                                            | 不適用                                            | 不適用                             | 不適用                      |
| 2012 | 八月                          | 任天堂直面会 2012年8月29日                                | 不適用                                            | 不適用                                            | 不適用                             | 不適用                      |
| 2012 | 九月                          | 任天堂迷你直面会 突破極限 腦的5分鐘魔鬼鍛鍊 2012年9月7日  | 不適用                                            | 不適用                                            | 不適用                             | 不適用                      |
| 2012 | 九月                          | Wii U 直面会（预告） 2012年9月13日                        | Wii U 直面会（预告） 2012年9月13日                | Wii U 直面会（预告） 2012年9月13日                | 不適用                             | 不適用                      |
| 2012 | 九月                          | 任天堂直面会 Mini 新超级马里奥兄弟2 2012年9月28日         | 任天堂直面会 Mini 新超级马里奥兄弟2 2012年10月2日 | 任天堂直面会 Mini 新超级马里奥兄弟2 2012年10月2日 | 不適用                             | 不適用                      |
| 2012 | 十月                          | 任天堂迷你直面会 Nintendo 3DS XL 2012年10月3日            | 不適用                                            | 不適用                                            | 不適用                             | 不適用                      |
| 2012 | 十月                          | 任天堂迷你直面会 任天堂eShop 2012年10月3日                | 不適用                                            | 不適用                                            | 不適用                             | 不適用                      |
| 2012 | 十月                          | 任天堂直面会 2012年10月25日                               | 任天堂直面会 2012年10月25日                       | 任天堂直面会 2012年10月4日                        | 任天堂直面会 2012年10月31日        | 不適用                      |
| 2012 | 十月                          | 来吧！动物之森直面会 2012年10月5日                        | 不適用                                            | 不適用                                            | 不適用                             | 不適用                      |
| 2012 | 十一月                        | Wii U直面会 2012年11月7日                                 | Wii U直面会 2012年11月7日                         | Wii U直面会 2012年11月7日                         | 不適用                             | 不適用                      |
| 2012 | 十一月                        | Wii U直面会 2012年11月14日                                | Wii U直面会 2012年11月14日                        | 不適用                                            | 不適用                             | 不適用                      |
| 2012 | 十一月                        | 任天堂迷你直面会 新超级马里奥兄弟2 2012年11月27日         | 任天堂迷你直面会 新超级马里奥兄弟2 2012年11月27日 | 任天堂迷你直面会 新超级马里奥兄弟2 2012年11月27日 | 不適用                             | 不適用                      |
| 2012 | 十二月                        | 任天堂直面会 2012年12月5日                                | 任天堂直面会 2012年12月5日                        | 任天堂直面会 2012年12月5日                        | 不適用                             | 不適用                      |
| 2012 | 十二月                        | 任天堂迷你直面会 勇者斗恶龙X 2012年12月19日               | 不適用                                            | 不適用                                            | 不適用                             | 不適用                      |
|      |                               |                                                           |                                                   |                                                   |                                    |                             |
| 2013 | 一月                          | 寶可夢直面会（寶可夢 X／Y） 2013年1月8日                  | 寶可夢直面会（寶可夢 X／Y） 2013年1月8日          | 寶可夢直面会（寶可夢 X／Y） 2013年1月8日          | 不適用                             | 不適用                      |
| 2013 | 一月                          | Wii U直面会 任天堂游戏 2013年1月23日                      | Wii U直面会 任天堂游戏 2013年1月23日              | Wii U直面会 任天堂游戏 2013年1月23日              | 来吧！动物之森直面会 2013年1月24日 | 不適用                      |
| 2013 | 二月                          | 来吧！动物之森直面会 2013年2月1日                         | 不適用                                            | 不適用                                            | 不適用                             | 不適用                      |
| 2013 | 二月                          | Nintendo 3DS Direct Luigi Special 2013年2月14日           | 任天堂直面会 2013年2月14日                        | Nintendo 3DS Direct 2013年2月14日                 | 不適用                             | 不適用                      |
| 2013 | 二月                          | Nintendo 3DS直面会 2013年2月21日                          | 不適用                                            | 不適用                                            | 不適用                             | 不適用                      |
| 2013 | 三月                          | 任天堂迷你直面会 朋友聚会：新生活 2013年3月12日           | 不適用                                            | 不適用                                            | 不適用                             | 不適用                      |
| 2013 | 三月                          | 任天堂迷你直面会 Flipnote Studio 3D 2013年3月13日         | 任天堂迷你直面会 Flipnote Studio 3D 2013年3月13日 | 任天堂迷你直面会 Flipnote Studio 3D 2013年3月13日 | 不適用                             | 不適用                      |
| 2013 | 四月                          | 任天堂迷你直面会 Nintendo 3DS下载软件 2013年4月1日        | 不適用                                            | 不適用                                            | 不適用                             | 不適用                      |
| 2013 | 四月                          | 朋友聚会：新生活直面会 2013年4月3日                       | 不適用                                            | 不適用                                            | 不適用                             | 不適用                      |
| 2013 | 四月                          | 任天堂直面会 路易特别篇2 2013年4月17日                    | 任天堂直面会 April 17, 2013                       | Nintendo 3DS直面会 April 17, 2013                 | 不適用                             | 不適用                      |
| 2013 | 五月                          |                                                           |                                                   |                                                   |                                    |                             |
| 2013 | 任天堂直面会 2013年5月17日    | 任天堂直面会 2013年5月17日                                | 任天堂直面会 2013年5月17日                        | 不適用                                            | 不適用                             |                             |
| 2013 | 六月                          |                                                           |                                                   |                                                   |                                    |                             |
| 2013 | 任天堂直面会@E3 2013年6月11日 | 任天堂直面会@E3 2013年6月11日                             | 任天堂直面会@E3 2013年6月11日                     | 不適用                                            | 不適用                             |                             |
|      |                               |                                                           |                                                   |                                                   |                                    |                             |
| 2015 | 一月                          | 任天堂直面会 2015年1月14日                                | 任天堂直面会 2015年1月14日                        | 任天堂直面会 2015年1月14日                        | 不適用                             | 任天堂直面会 2015年1月14日  |
| 2015 | 六月                          | 任天堂E3 Digital Event 2015年6月11日                      | 任天堂E3 Digital Event 2015年6月11日              | 任天堂E3 Digital Event 2015年6月11日              | 不適用                             | 不適用                      |
| 2015 | 十一月                        | 任天堂直面會 2015年11月12日                               | 任天堂直面會 2015年11月12日                       | 任天堂直面會 2015年11月12日                       | 不適用                             | 任天堂直面會 2015年11月12日 |
|      |                               |                                                           |                                                   |                                                   |                                    |                             |
| 2016 | 二月                          | 寶可夢直面會 2016年2月27日                                | 寶可夢直面會 2016年2月27日                        | 寶可夢直面會 2016年2月27日                        | 寶可夢直面會 2016年2月27日         | 寶可夢直面會 2016年2月27日  |
| 2016 | 三月                          | 任天堂直面會 2016年3月4日                                 | 任天堂直面會 2016年3月4日                         | 任天堂直面會 2016年3月4日                         | 任天堂直面會 2016年3月4日          | 不適用                      |
| 2016 | 五月                          | 戰略紙牌 起義直面會 2016年5月11日                         | 不適用                                            | 不適用                                            | 不適用                             | 不適用                      |
| 2016 | 六月                          | 戰略紙牌 起義直面會 2016年6月22日                         | 不適用                                            | 不適用                                            | 不適用                             | 不適用                      |
| 2016 | 九月                          | 任天堂直面會2016年9月4日                                  | 任天堂直面會2016年9月4日                          | 任天堂直面會2016年9月4日                          | 任天堂直面會2016年9月4日           | 不適用                      |
| 2016 | 十月                          | 魔物獵人直面會 2016年10月27日                             | 不適用                                            | 不適用                                            | 不適用                             | 不適用                      |
| 2016 | 十一月                        | 任天堂直面會 2016年11月2日                                | 任天堂直面會 2016年11月2日                        | 任天堂直面會 2016年11月2日                        | 任天堂直面會 2016年11月2日         | 不適用                      |

## 外部連結
- （日語）Nintendo Direct - 任天堂 （页面存档备份，存于）
- （日語）会社情報：Nintendo Direct リンク集 （页面存档备份，存于）
- （英文）Nintendo of America - Nintendo Direct （页面存档备份，存于）
- （英文）Nintendo of Europe - Nintendo Direct
- Nintendo of Korea - 닌텐도 다이렉트
- YouTube上的Nintendo Direct Channel頻道